# Margareta Huitfeldt
Margareta Huitfeldt, född 5 november 1608 på Skjelbreds gård i Eiker i södra Norge, död 16 november 1683 på Sundsby gård i Valla socken i Bohuslän, var en norsk-svensk godsägare och donator.

## Bakgrund
Margareta Huitfeldt var dotter, och enda barnet i faderns första gifte, till den danskfödde bergshauptmannen Hartvig Andersen Huitfeldt till Skjelbred och Rommegaard (död på hösten 1637), befallningsman över Eker fylke i Norge, född på gården Fossesholm i norska Eiker. Hennes mor var Bente Jonsdotter Schack (död före 1622), systerdotter till norske rikskanslern Anders Lauritsson Green. Schack tillhörde en norsk släkt som adlades 1503. 
Huitfeldt gifte sig i Viborg på Jylland den 15 mars 1635 med Tomas Iverssön Dyre till Hvidstedgaard i Tårs socken på Jylland (1605–13 september 1651), adelsman, ämbetsman och sekreterare i det kungliga danska kansliet. Margareta var sondotter till en kusin till Arild Huitfeldt. Släkten Huitfeldt var en dansk adelssläkt, känd sedan 1400-talets mitt, genom stamfadern Otte Claussen till Skibelundgaard och Krumstrup (död någon gång 1517–1529). Som vuxen var hennes närmaste släkting kusinen Tönnes Huitfeldt, guvernör på Haldens fästning från 1659.

## Arvtagare
Margareta blev tidigt moderlös och fick då den jylländska adelsdamen Maren Eriksdatter Schram till styvmor, och hon växte upp på dennas gård Rammegaard. Fadern gifte om sig 1622 och flyttade till sin nya makas storgods i Danmark. Den moderlösa flickan hade beretts ett andra hem hos mormodern, fru Gurre Green på Sundsby, som vid sin död tre år senare lämnade Margareta såsom enda arvtagare till Sundsby och alla övriga gårdar, som hörde därtill.

## Godsägare
Margareta Huitfeldt var enda barnet och ensam arvtagare till stora egendomar. När hon blev änka 1651 ärvde hon ännu mera och var en förmögen kvinna när Bohuslän, där hon ägde flera gods, blev svenskt 1658. Hon upprättade i samband med detta goda förbindelser med Per Brahe d.y. och verkade för att bönderna skulle få det lättare. Hennes ende kvarlevande son dog strax därefter, den nittonårige Ivar Dyre (döpt Iffuer, född den 11 november 1644 – död i Montpellier den 14 augusti 1663), under en resa i Frankrike med dr Hans Blichfeld som preceptor.
Hennes domäner kom att sträcka sig vida omkring: från gårdar i Lommeland och Skee socknar i nordligaste Bohuslän över Gravarne, Fiskebäckskil och Åby ner över Mjörn och en stor del av Tjörn till strögods på Hisingen och i Halland.

## Donator
Margareta Huitfeldt förknippas främst med den donation hon genomförde den 22 januari 1664 till åminnelse av sonen, som natten till 11 augusti 1663 i ett brev till modern bad henne att: "...stifte en Del af sit Gods eller en Summa Penge, saa meget hon selv vilde, hvoraf Renten aarlig kunde gives fattige Skolebørn og studerende Ungdom i Baahuslen, hende og hannem til en evig Ihukommelse".
Donationen omfattade bland annat godsen Sundsby i Valla och Åby i Tossene socken jämte underlydande avelsgårdar, hemman, lägenheter och fiskelägen i Bohuslän. Hemmanen utgjorde något över 141 mantal. Med ärftlig åborätt innehades 680 brukningsdelar i hemman och torp, medan 2 296 strandtomter i fiskelägena var upplåtna med livstids besittningsrätt. Donationen skulle möjliggöra en skolgång för 30 elever per år i ett gymnasium i Göteborg, samt ett stipendium åt enskilda personer och understöd till vetenskaplig forskning. Donationsgodset och dess användning ställdes enligt testamentet (av den 22 januari 1664) under Kungl. Maj:ts beskydd. Fondens namn blev från 1694 "Kungl. och Hvitfeldtska stipendieinrättningen".
Donationen har gett namn åt Hvitfeldtska gymnasiet.

### Godsen
Den 16 augusti 1660 undertecknade "Maaergrette Huittfelledt" den jordebok, som sedan låg till grund för donationen. Godsen utgjorde, med originalets stavning:
- Oroust oc Tiörns fougderij — Sundtzbye hoffuedgaard liggendes paa Miörn i Walle sogn, med en damquern.
- Miörn — Krossen, Helne, Abildgaard, Öster Næss, Vestere Næss, Röed.
- Tiörn. Walle sogn — Furresetter, Brecke, Heller, Kallekier, Offre Braaland, Nedre Braaland, Offre Fiellebro, Nedre Fiellebroe, Östere Hieltebye, Vestere Hieltebye, Wdebye, Store Sörbye, Öster Röed, Vester Röed, Syndere Tangeröd, Östere Kleffue, Krommeröd, Store Höevig, Lille Höevig, Möllnefoss, Berge, Kiil.
- Steenkircke sogn — Tierne, Helle, Nöddesetter, Brog, Offre oc Nedre Haggetorp, Dyrebye, Ziibrecke, Öster Tyffte, Vestere Tyffte, Kierslett.
- Klöffdal sogn — Böe, Östere Böe, Vdi Vestere Böe, Wiigs Ödegierde vnder Böe, Aanneröd, Östere Hualsseng, Vestere Hualsseng, Todaass, Pilene, Wiig, Mellem Hualsseng, Berget ved Nordre Hualsseng, Heröe, Nedre Halssbeck.
- Oroust. Tegnebye sogn — Helle.
- Röre sogn — Leerskald, Naffueröd, Granbou.
- Stalle sogn — Troltorp, Kiederöd.
- Myglebye sogn — Schiörbou, Haugberg, Lindeberg, Brecke.
- Langeland sogn — Buraass.
- Indlands fougderij. Fregne. Lyng sogn — Dyrhoffuet, Brantzröd.
- Indland. Össmaal sogn — Ribbeness, Lille Röre, Klep, Lunde, Bonneröds Ödegierde, Sterkier.
- Jörland sogn — Raaröd.
- Solberg sogn — Helgeröd.
- Hijssings fogderij. Biörnland sogn — Storegaard.
- Backe sogn — Lerije.
- SynderWijgens fougderij. Stangeness. Liusse sogn — Förste Hegvald, Anden Hegvald, Tredie Hegvald, Fierde Hegvald, Hellekile, Noere Hammer, Synder Lycke, Berge, Flad.
- Brasetter sogn — Noerkile, Röed, Brasetter, Töntorp, Mellem Töntorp, Berrig, Brecke, Östebou, Norder Lycke, Kier.
- Broe sogn. Herness — Fiskebeck, En ödegaard vnder Wrangebeck.
- Sodeness. Åskim sogn — Aanneröd, Rörviig.
- Tossene sogn — Gistad.
- Foss sogn — Össbye.
- Nordvigens fogderij. Lummeland sogn — Ringdalen.

Därutöver tillkom "...huis gaarder oc godtz jeg haffuer i vnderpant.", alltså egendomar som var pantsatta hos henne. Förteckningen tar upp cirka 50 gårdar/motsvarande.

## Folkligt eftermäle
Margareta Huitfeldt förekommer flitigt bland sägnerna i Bohuslän, där många fantasifulla historier handlar om henne. Bland de mest kända är historien om att hon halshuggit en student, då denne skulle ha förfört en adelsfröken, en annan att hon skulle ha bedragit sin man med en fransk fäktmästare som på grund av detta dog i en duell. Hon beskrivs i sägnerna som en grym godsägare som stal och lurade gårdar och mark från bönderna, och hängde en präst som protesterade mot hennes grymhet. Flera av dessa sägner har lagts till grund för Ernst Lundbergs roman Fjordarnas folk.
Det går att kontrollera sanningshalten i berättelserna om hennes orättfärdiga markförvärv med hjälp av bevarade jordeböcker och rättsliga handlingar. I flera av fallen är det tydligt att Margareta Huitfeldt har lidit för sina förfäders felsteg. Två av hennes förfäder på Sundsby, som levde på 1500-talet, gjorde sig skyldiga till ohederligt förvärv av bondgårdar. Även i ett par andra fall, som sägnerna har lagt till hennes syndaregister, är hon uppenbart oskyldig. Historien om hur hon fäktmästaren kan varken bekräftas eller motbevisas genom tillgängliga dokument; men den är så otrolig att den redan av den anledningen är osannolik. Besläktad med denna sägen är traditionen om att hennes son Ivar Dyre blev ihjälslagen i södra Frankrike av en torparpojke från Sundsby som arbetat upp sig till skeppare. Det är visserligen sant att sonen dog plötsligt där, men inte genom mord utan till följd av en häftig febersjukdom. Vad beträffar de påstådda avrättningarna av studenten och prästen är det högst osannolikt att två så allvarliga lagbrott inte skulle ha lämnat några spår i samtida handlingar.
Under häxprocesserna i Bohuslän medverkade hon aldrig formellt. Dock bedöms hennes ofördelaktiga omdöme om en av de mest kända anklagade, Helga i Pilanna, ha lett till att Helga misstänkliggjordes och medverkat till en fällande dom år 1672.

## Barn med Tomas Dyre
- Bente Dyre, född 11 februari 1636 i Sundsby, Valla, död där 29 februari 1636.
- Hartvig Dyre, född 9 mars 1638 i Sundsby, Valla, död 31 oktober 1646 i Lunds domkyrkoförsamling.
- Ivar Dyre, född 11 november 1644 i Sundsby, Valla, död 14 augusti 1663 i Montpellier, Frankrike.